# Messiasia californica
Messiasia californica är en tvåvingeart som beskrevs av Cole 1969. Messiasia californica ingår i släktet Messiasia och familjen Mydidae. Inga underarter finns listade i Catalogue of Life.